# 존 H. 처치
존 휴스턴 처치(John Huston Church, 1892년 6월 28일 ~ 1953년 11월 3일)는 미국의 군인이다. 제1차 세계대전, 제2차 세계대전, 한국 전쟁에 참전했다. 육군 소장으로 퇴역했다.

## 어린 시절
존 휴스턴 처치는 1892년 6월 28일 펜실베이니아주 글렌아이언에서 태어났다. 1915년부터 1917년까지 그는 뉴욕 대학교의 학생이었다. 미국이 제1차 세계대전에 참전한 후, 처치는 미군에 자원했고 소위로 임관했다. 그는 미국 원정군 1사단인 28보병 연대와 함께 서부전선에서 복무했다. 그는 두 번 부상을 입었고 캔티니 전투에서의 영웅적 행동으로 수훈 십자장을 받았다.
전쟁이 끝나자 처치는 군 복무를 계속하기로 결정했다. 그는 1920년에 프랜시스 마셜 준장의 부관이었다. 그리고 메릴랜드에 있는 주방위군의 교관으로서 대위로 진급되었다. 1933년부터 1936년까지 그는 필리핀에서 복무했다. 1936년에 소령이 되어 미국으로 돌아와 지휘참모학교에서 2년동안 교육을 받았다. 후에 아리조나 주방위군의 교관으로 복무했다. 1940년 10월, 그는 제45보병사단 작전담당 보좌관이 되었다.

## 제2차 세계 대전
1941년 12월 미국이 제2차 세계대전에 참전한 후 45사단 참모장으로 임명되었다. 그는 1943년 말까지 부대에 근무하여 부사단장(ADC)에 올랐는데, 그 기간 동안 연합군의 시칠리아 침공, 이탈리아 전역에서의 수많은 전투, 그리고 연합군의 남부 프랑스 침공인 드래건 작전과 관련된 부대의 지휘관이었다. 한 때는, 1943년 말부터 1944년 중반까지 그가 157보병 연대를 지휘했다.
1944년 9월, 처치는 육군 장성급 1성급으로 진급했고, 부사단장으로 제84보병사단에 배치되었다. 전쟁이 종결될 무렵 처치는 네덜란드에서 엘베강으로 전진하는 전투 당시 또다시 부상을 입었다.

## 전후
전쟁이 끝난 지 1년 후, 처치는 앨라배마주 포트 맥클 렐런(Fort McClellan)의 보병 훈련 센터(Infantry Replacement Training Center)의 지휘관이되었다. 그는 사우스캐롤라이나의 포트 잭슨(Fort Jackson)에서 같은 지위를 부여받았고, 나중에 그는 제5보병사단의 지휘를 받았다. 1948년부터 1949년까지 버지니아주 포트 먼로(Fort Monroe)에서 지상군 사령부(Army Field Forces)의 차장을 지냈다. 1950년에 그는 더글러스 맥아더 장군의 도쿄 연합국 최고사령부에서 과장을 역임했다.

## 한국 전쟁
1950년 6월 25일 북한군이 남한을 침공하자, 맥아더는 처치를 참모 장교 조사단과 함께 한국으로 보내 존 무초 대사와 주한미군 군사고문단(Korean Military Advisory Group, KMAG)과 협력하여 남한에 어떤 지원을 제공 할 수 있는지 평가하도록 했다. 수원에 전방지휘소 및 연락단(GHQ Advance Command and Liaison Group , ADCOM)이 설립됐다. 6월 27일 한국에 도착한 처치는 ADCOM 사령관으로서 한국의 방어 태세를 개선하기 위해 채병덕 육군참모총장과 함께 일했다. 그의 노력에도 불구하고, 서울은 6월 28일 북한군에 의해 함락되었다. 처치는 상황을 안정시키기 위해 적어도 두 개의 미군 전투부대의 배치가 필요하다고 보고했다. 이 때문에 맥아더는 다음 날 한국을 직접 시찰했고 처치로부터의 추가 보고를 받아 해리 트루먼 대통령의 재가를 얻어 한국에 미군을 파견했다.
이에 따라 미8군 소속으로 일본에 주둔했던 제24보병사단은 윌리엄 F. 딘 소장의 지휘 하에 일본으로부터 최초로 파견된다. 찰스 브래드포드 스미스 중령이 지휘하는 부대가 북한군들을 저지하기 위해 부산에서 북쪽으로 먼저 보내졌다. 대전에서 스미스 중령과 만난 처치는 오산을 방어하도록 지시했다. 스미스 특임대는 탱크 지원이 없었고 통신에 문제가 있어, 북한과의 첫 전투에서 빠르게 무너졌다. 딘 소장은 대전에서 군대를 모아 강력한 방어 체제를 구축하고 완강하게 버텼지만 미군은 결국 후퇴했고 딘은 그의 군대로부터 분리되어 포로로 붙잡혔다. 7월 22일, 처치는 ADCOM의 해산에 따른 명령 없이 24사단의 지휘를 이어 받았다.
골절 및 관절염에도 처치는 1951년 1월 25일까지 24사단을 계속 지휘했다. 1950년 12월 워커 장군 사망 후 미8군 사령관으로 새로 부임한 매튜 리지웨이 중장은 전장에 자주 있지 못하는 그의 건강이 부대의 상태에 해가 된다고 생각했다. 리지웨이는 처치의 부담을 줄여주기 위해 처치의 역할을 블랙시어 브라이언(Blackshhear M. Bryan) 준장으로 대체했다. 처치는 한국에 주둔하는 동안 제24사단의 지도력을 인정받아 미 육군 공로 훈장을 수여 받았다.

## 생애 후반
처치는 이어서 조지아주 포트 베닝(Fort Benning)에 있는 미 육군 보병 학교의 사령관으로 임명되어 1952년 6월 군대에서 은퇴할 때까지 그 직무를 수행했다. 그는 1953년 11월 3일 워싱턴DC에서 사망했으며 버지니아의 알링턴 국립묘지(Arlington National Cemetery)에 안장되었다.

## 참고 문헌
- Blair, Clay (1987). 《The Forgotten War: America in Korea, 1950–1953》. New York: Times Books. ISBN 0-8129-1670-0.
- Halberstam, David (2007). 《The Coldest Winter: America and the Korean War》. New York: Hyperion. ISBN 978-1-4013-0052-4.
- Matray, James I. (1991). 《Historical Dictionary of the Korean War》. New York: Greenwood Press. ISBN 978-0-313-25924-1.
- Taaffe, Stephen R. (2016). 《MacArthur's Korean War Generals》. Lawrence, Kansas: University Press of Kansas. ISBN 978-0-7006-2221-4.
- Weintraub, Stanley (2001). 《MacArthur's War: Korea and the Undoing of an American Hero》. New York: Touchstone. ISBN 0-7432-0503-0.